# Zec de la Rivière-Petit-Saguenay
Pour les articles homonymes, voir Saguenay.
La Zec de la Rivière-Petit-Saguenay est une "zone d'exploitation contrôlée" (zec) située dans la municipalité de Petit-Saguenay, dans la municipalité régionale de comté (MRC) Le Fjord-du-Saguenay, dans la région administrative du Saguenay–Lac-Saint-Jean, au Québec, au Canada.
Constituée en 1998, cette zec est administré par l'Association de la rivière Petit-Saguenay qui est un organisme à but non lucratif. Cette Association a obtenu le Lauréat régional dans la catégorie «Activités de plein air et de loisir» aux Grands Prix du Tourisme Québécois 2010.
Depuis 2014, une Charte pour la protection du saumon de l'atlantique certifie les pêcheurs, les commerçants, les artisans et les citoyens prêts à s’engager pour une pratique sportive responsable et garante d’avenir.

## Géographie
Plusieurs plans d'eau dans la Réserve faunique des Laurentides constituent à partir de 625 m d’altitude la tête de la Rivière Petit Saguenay. D'une longueur de 77 km, la Rivière Petit Saguenay draine un bassin versant de 441 km2 et son débit moyen atteint 16 m3/s. Elle s'écoule entre de hautes et majestueuses montagnes vers l’est jusqu’à Sagard. Puis elle se dirige vers le nord, traverse le village de Petit-Saguenay, et 3,2 km plus loin arrive à son embouchure. Entre Sagard et Petit-Saguenay, la route 170 longe la rivière.
L'embouchure de la rivière est située au fond de l'anse Petit-Saguenay (partiellement fermée par une jetée), dans la municipalité de Petit-Saguenay où les eaux débouchent dans Le Fjord-du-Saguenay. Cette anse est située à 34,7 km (mesuré par l'eau) en amont de l'embouchure de la rivière Saguenay.
Le principal tributaire de la rivière Petit Saguenay est la rivière du Portage (Petit-Saguenay) qui coule vers l'est; l'embouchure de cette dernière est à 9,3 km au sud de l'embouchure de la rivière Petit Saguenay.

## Pêche
Les saumons de l'Atlantique foisonnent dans la rivière Petit Saguenay. La montaison annuelle des saumons vers les frayères est favorisée grâce à un lit de rivière formé de galets, avec des pierres, du gravier et du sable. Les minéraux en suspension teintent l’eau d’un brun clair. Le débit moyen du courant de la rivière est de 16 m³/s. La rivière compte 13 kilomètres de rivière où 24 fosses sont aménagées et facilement accessibles; la zone de pêche inclut aussi un kilomètre sur la rivière du Portage (Petit-Saguenay).
Les fosses se répartissent dans quatre secteurs de pêche dont trois sont contingentés. Le secteur 1, non contingenté, englobe les fosses 3 à 23, hormis la fosse 19. Cette dernière appartient au secteur 3 lequel est contingenté. En sus, la fosse 19 se situe sur la rivière du Portage (Petit-Saguenay), tributaire de la rivière Petit Saguenay. Le secteur 2 comporte la fosse 24 et le secteur 4 comprend les fosses 1 et 2. En général, les fosses se repèrent aisément car elles sont bien identifiées. Ces fosses de rivière ont moins de 30 mètres.
Les pêcheurs peuvent accéder facilement par le biais d'un sentier pédestre aux fosses #9 (Cascade) à #23 (débarcadère), sauf la fosse #19.
Les pêcheurs peuvent taquiner la truite de mer (à la mouche ou au lancer léger) dans le Fjord Saguenay (à l'embouchure de la rivière). La truite de mer est une truite mouchetée anadrome, immigrant du fjord (eau salée) vers sa rivière natale (eau douce) afin de se reproduire.
Hormis le saumon atlantique, six autres espèces foisonnent dans la rivière Petit Saguenay: l'omble de fontaine (aussi désignée "truite mouchetée" ou "truite de mer"), le naseux des rapides, la ouitouche, l'anguille d'Amérique, le meunier noir et l'épinoche.

## Attraits
L’Association de la Rivière Petit-Saguenay offre des activités de descente en canot sur un segment de 12 km, dans le secteur des « eaux mortes » de la rivière Petit-Saguenay. Ce segment de rivière comporte une nature sauvage et de grands méandres façonnés longuement par des pierres poussées par le courant.
Un sentier facile de 3,0 km linéaire longeant la magnifique Rivière Petit-Saguenay, permet aux amants de la nature d'observer le paysage et le saumon de l'Atlantique à l’observatoire de la fosse Poussière (16) et traverser une rivière sur un pont suspendu ou converser avec les saumoniers. À l'observatoire de la fosse #24, on peut voir les saumons en pleines actions, exécutant des bonds prodigieux en tentant de remonter les chutes, démontrant leur combativité. Les périodes propices pour la montaison des saumons sont en juillet.
"Le site des chalets de la rivière Petit-Saguenay", situé près du poste d'accueil de la zec, comporte cinq chalets au cachet patrimonial dans des bâtiments d’époque bien conservés. L'Association offre aussi l'hébergement dans deux autres chalets. Elle offre aussi 25 emplacements au camping de la Rivière Petit-Saguenay. La zec est ressortie gagnante dans la catégorie "Camping au Saguenay-Lac-St-Jean" aux Grands Prix du Tourisme Québécois 2001. Ce camping est en harmonie avec la nature. L’Association de la Rivière Petit-Saguenay propose la location d’une yourte en bordure de la rivière en été comme en hiver, près du poste d'accueil. La yourte constitue une habitation traditionnelle des nomades vivant dans les steppes de l’Asie centrale. La yourte allie charme et rusticité.

## Toponymie
Le toponyme de la zec est directement lié aux toponymes de la rivière Petit Saguenay, de la municipalité Petit-Saguenay et de l'anse Petit-Saguenay.
Le toponyme "Zec de la Rivière-Petit-Saguenay" a été officialisé le 30 avril 1999 à la Banque des noms de lieux de la Commission de toponymie du Québec.